# Palais Lanna
Pour les articles homonymes, voir Lanna (homonymie).
Le palais Lanna (en tchèque, Lannův palác) est un bâtiment d'angle de style néogothique situé en face du bâtiment de la gare de Prague-Masaryk dans la Nouvelle ville de Prague. Il est protégé en tant que monument culturel.  

## Histoire du palais

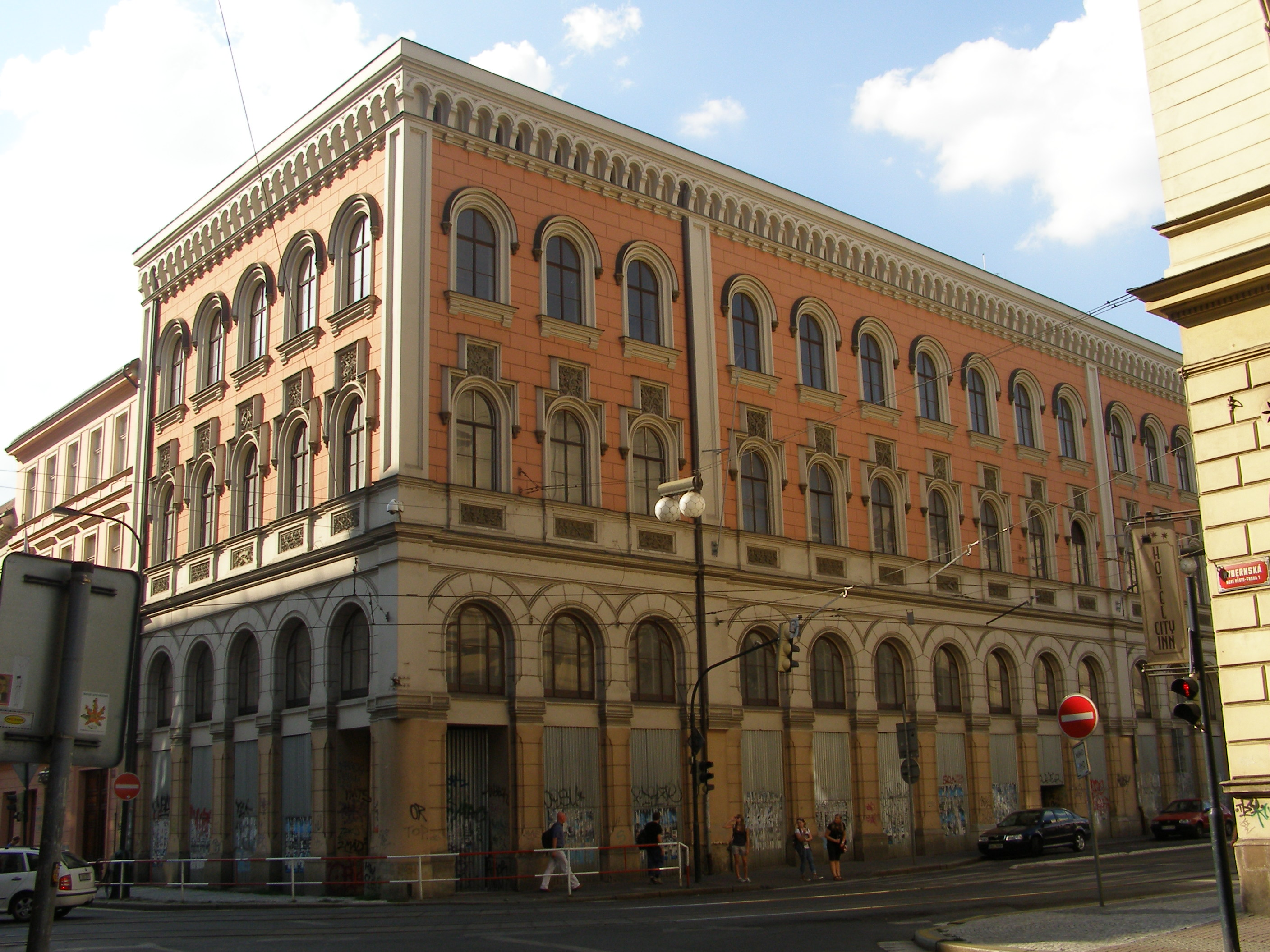
Palais Lanna avant la reconstruction

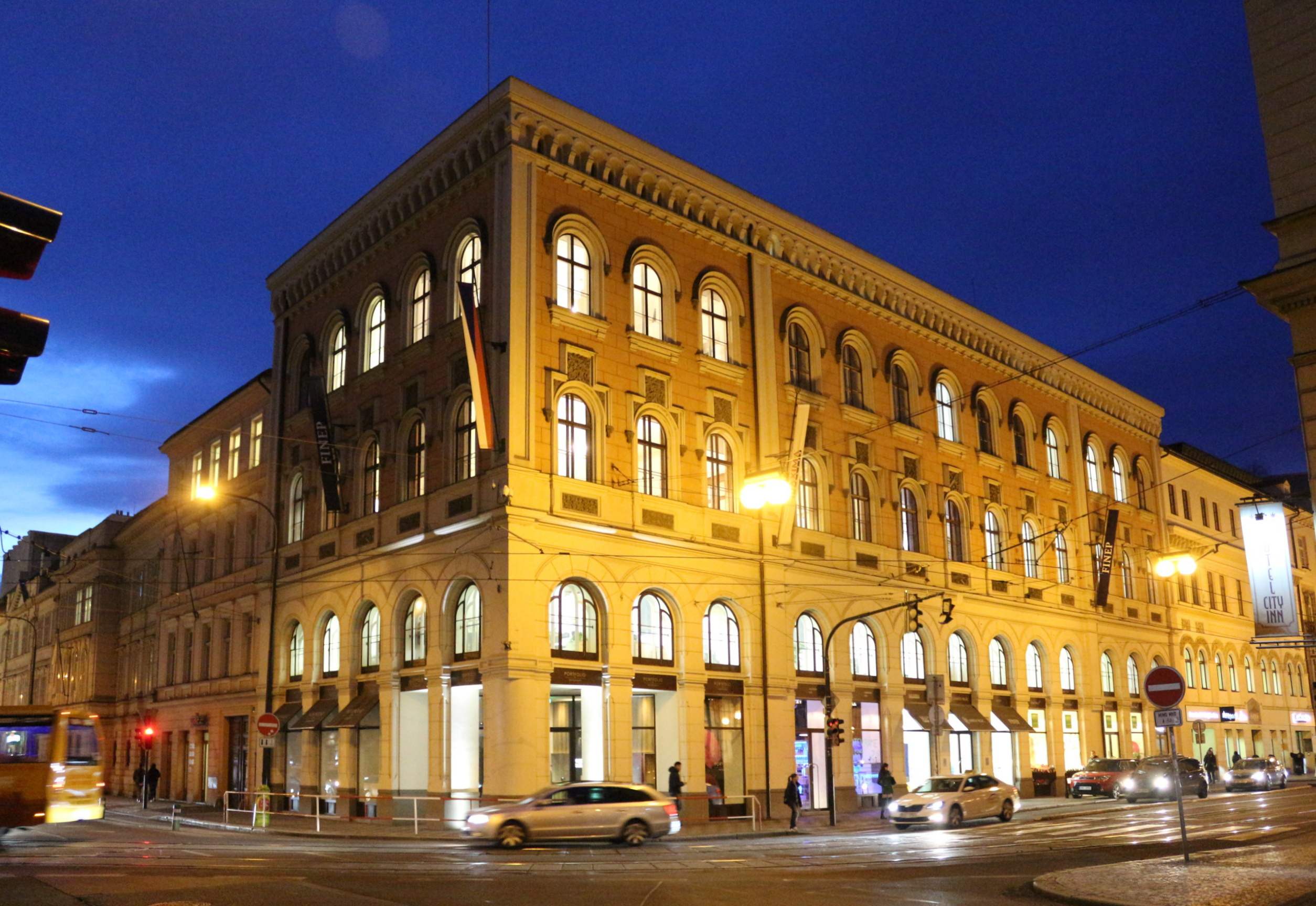
Vue du soir.

En 1431, quatre maisons médiévales figuraient sur cette parcelle. Le terrain a été acheté 1857 par Karel Vojtěch Knight Lanna aîné, entrepreneur de construction et fondateur d'aciéries. En 1845, un ami de Knight Lanna, l'architecte Josef Kranner, développa un projet de nouvelle maison de style classique. En 1859, Jan Ripota fournit de nouveaux plans, modifiés notamment par l'architecte Vojtěch Ignác Ullmann. 
En 1859, débuta la construction du palais avec la partie résidentielle et des espaces de représentation et des magasins au rez de chaussée. Les initiales du propriétaire AL (Adalbert Lanna) figurent sur les mâts des drapeaux, l'emblème de l'entrepreneur en bâtiment - les marteaux croisés - se trouve sur les pignons des fenêtres. Depuis 1876, une première reconstruction de la maison a commencé, en particulier dans l'aménagement et les intérieurs. On fit construire des écuries et on creusa le passage dans la maison. Les auteurs de la reconstruction de 1872 à 1873 étaient l’architecte Josef Schulz et le constructeur František Havel. Rien n’a été préservé du mobilier d’origine de la maison, représenté dans 18 dessins de Josef Schulz. 
Dans les années 1947-48 a été créé le passage d'angle (arcades) à la rue Havlickova et étendu plus tard, en 1957. 

En 2015, une reconstruction complète du palais, jusqu'alors négligé, a eu lieu pour le FINEP et est depuis partiellement ouvert au public. Au même moment, le Lann Café était ouvert au rez-de-chaussée.

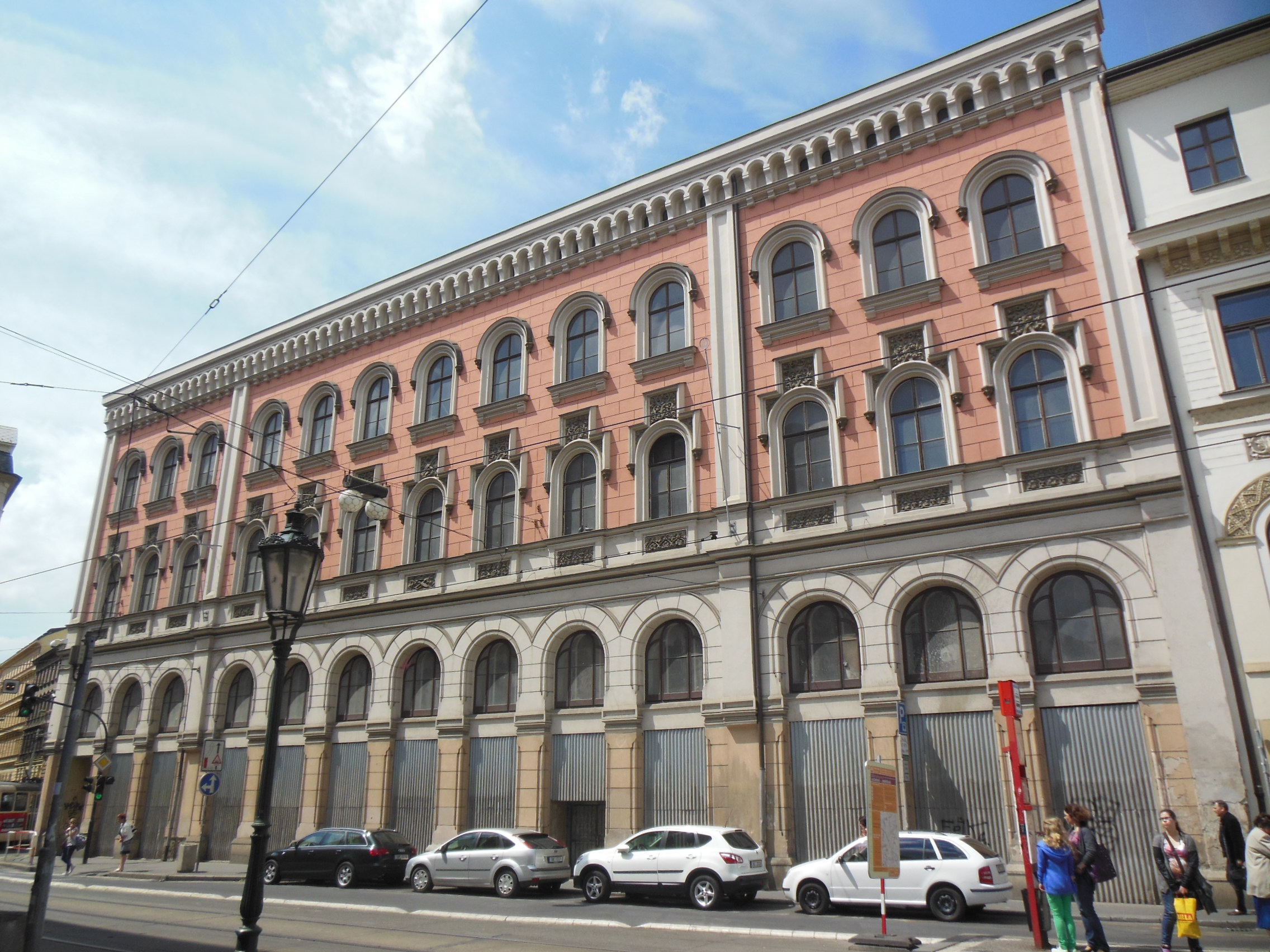
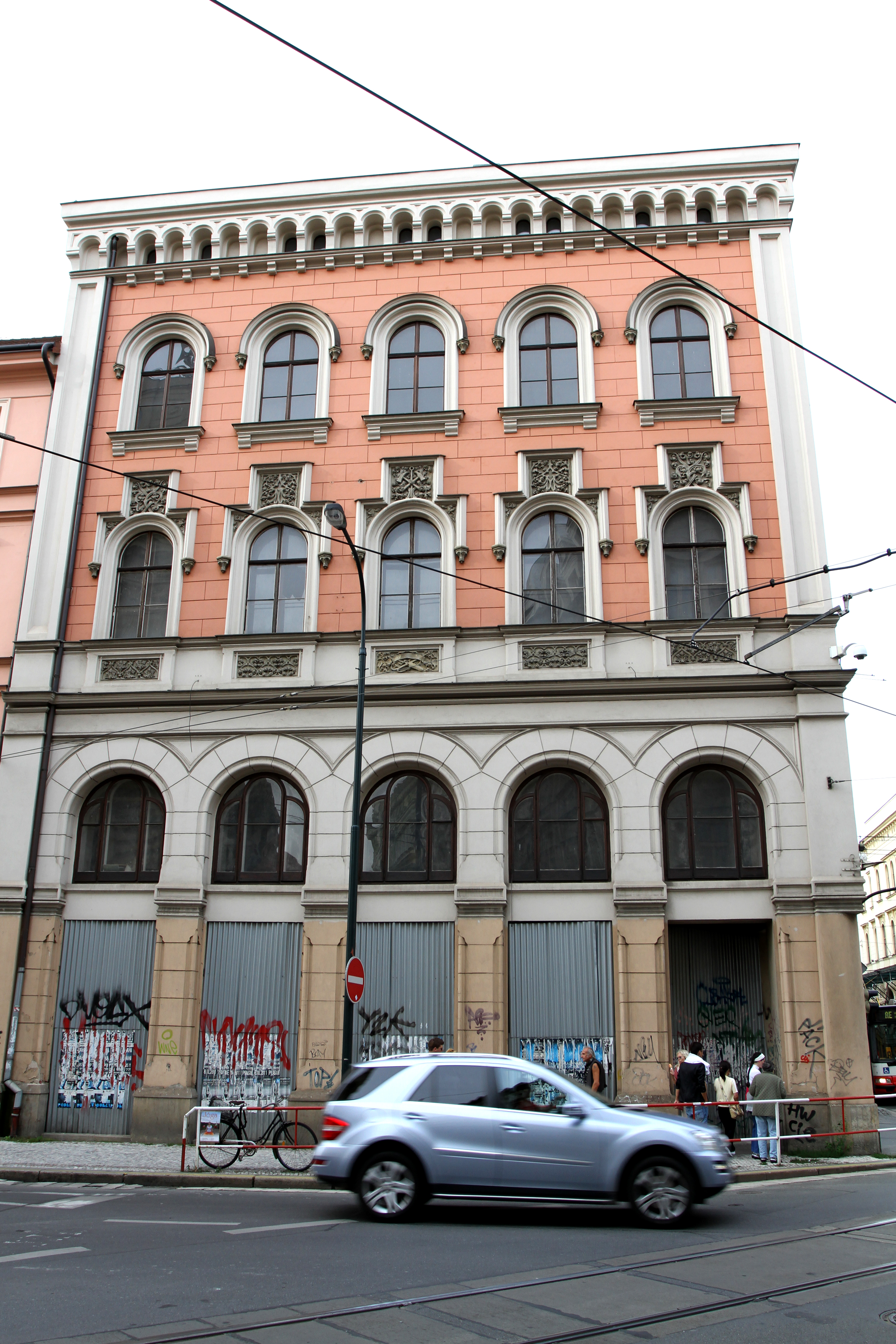

## Liens

### Littérature
- BAŤKOVÁ Růžena et collectif d'auteurs : Monuments artistiques de Prague 2, Nové Město et Vyšehrad. Prague 1998, p. 539-540.
- RUTH František : Chronique de la Prague royale, I. Prague 1903, page 344.